# Wereldkampioenschappen moderne vijfkamp 1959
De wereldkampioenschappen moderne vijfkamp 1959 werden gehouden in Hershey in de Verenigde Staten. Er stonden twee onderdelen op het programma alleen voor mannen. 

## Medailles

### Mannen
| Onderdeel   | Goud | Goud                                              | Zilver | Zilver                                  | Brons | Brons                                          |
| ----------- | ---- | ------------------------------------------------- | ------ | --------------------------------------- | ----- | ---------------------------------------------- |
| Individueel | URS  | Igor Novikov                                      | HUN    | András Balczó                           | URS   | Aleksandr Tarassov                             |
| team        | URS  | Igor Novikov Aleksandr Tarassov Nikolaj Tatarinov | FIN    | Tapio Kare Berndt Katter Väinö Korhonen | USA   | Leslie Bleamaster George Lambert Robert Miller |

### Medaillespiegel
| Plaats | Land             | Goud | Zilver | Brons | Totaal |
| 1      | Sovjet-Unie      | 2    | 0      | 1     | 3      |
| 2      | Finland          | 0    | 1      | 0     | 1      |
| 2      | Hongarije        | 0    | 1      | 0     | 1      |
| 4      | Verenigde Staten | 0    | 0      | 1     | 1      |
| Totaal | Totaal           | 2    | 2      | 2     | 6      |